# Электрический лобзик

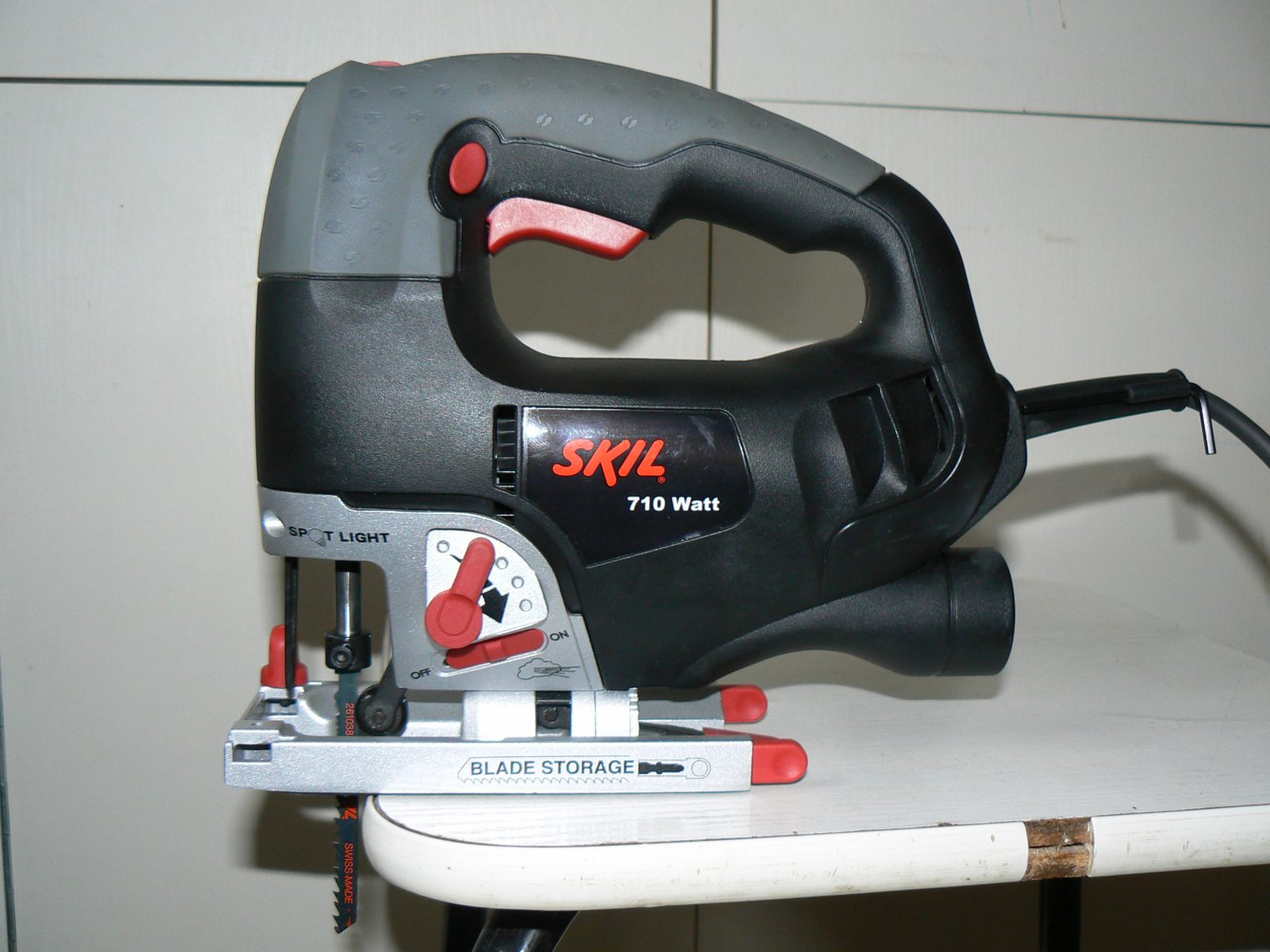
Электрический ручной лобзик Skil с утюжковой рукояткой

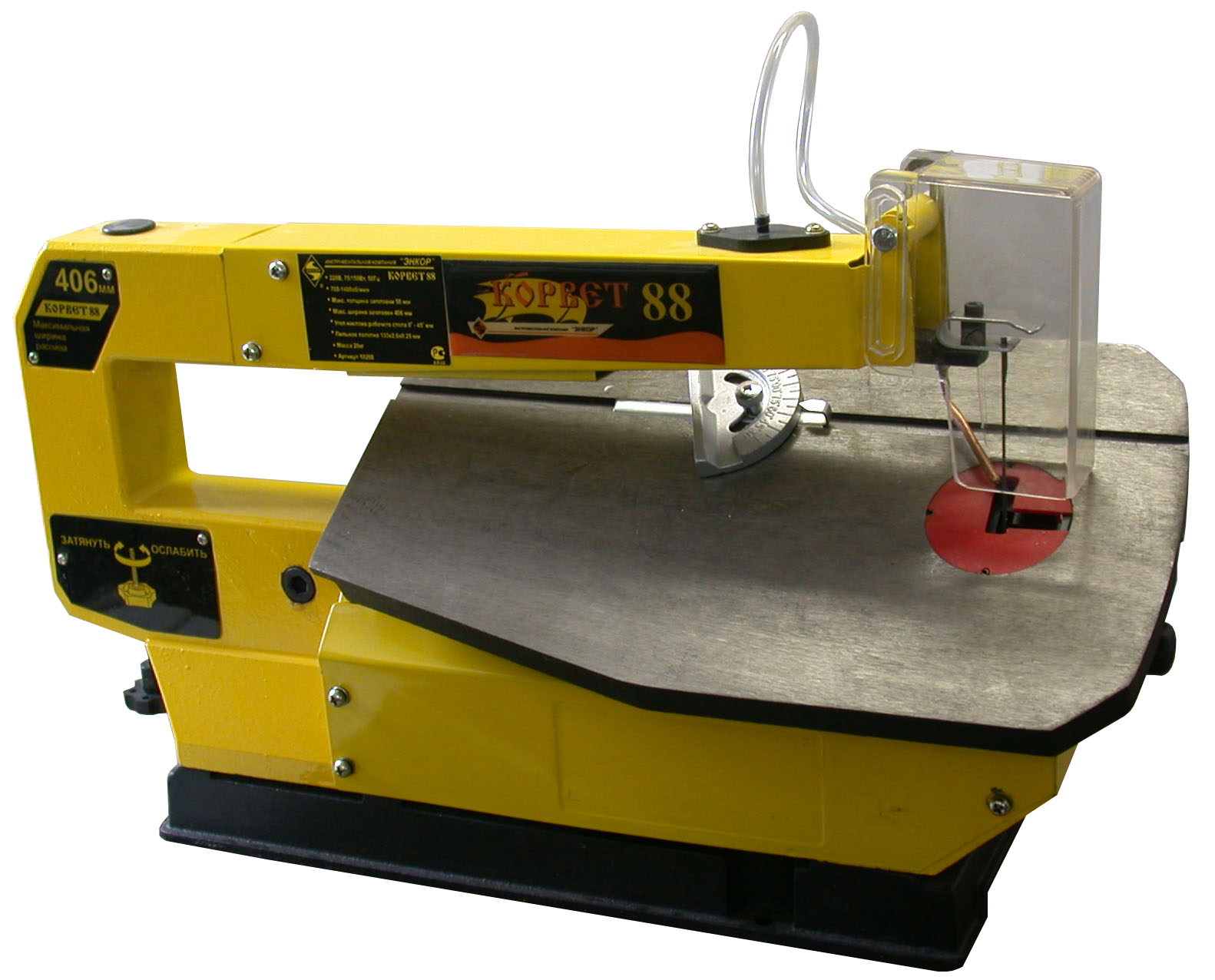
Стационарный электролобзик Корвет 88 с обдувом линии реза

Электрический лобзик — ручной электроинструмент для распиливания различных материалов с возвратно-поступательным движением пильного полотна.

## История
Первый электролобзик был создан в 1946 году Альбертом Кауфманном, инженером компании Scintilla AG (Швейцария). Он заменил иглу в швейной машине на лезвие. В продаже они появились в 1947 под названием Lesto jigsaw (лобзик Лесто). В 1954 компания была куплена фирмой Bosch. В 1964 название было изменено на Bosch jigsaw (лобзик Бош).

## Ручной электролобзик

Маятниковый ход у ручного электрического лобзика

### Конструкция

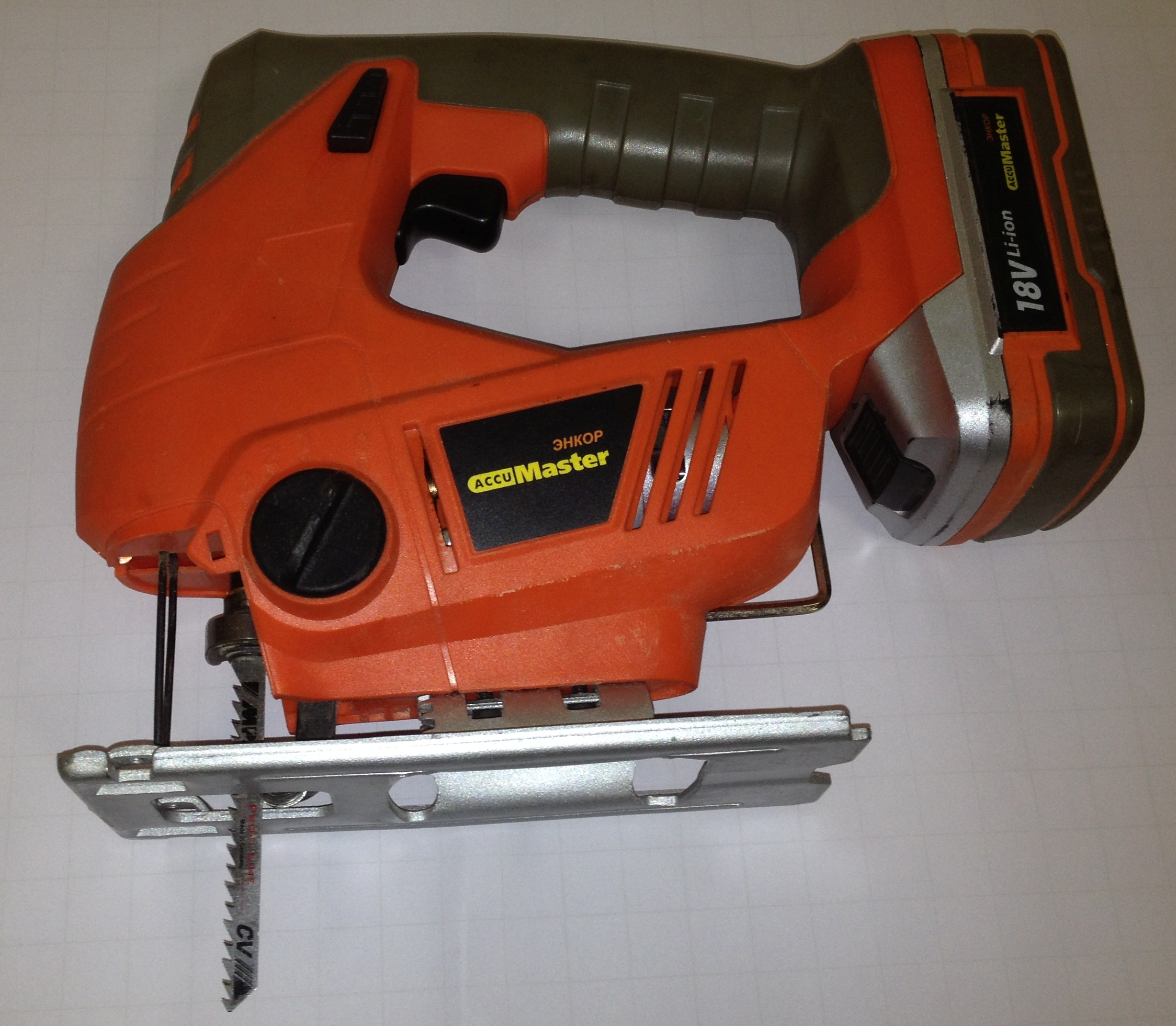
Аккумуляторный лобзик AccuMaster

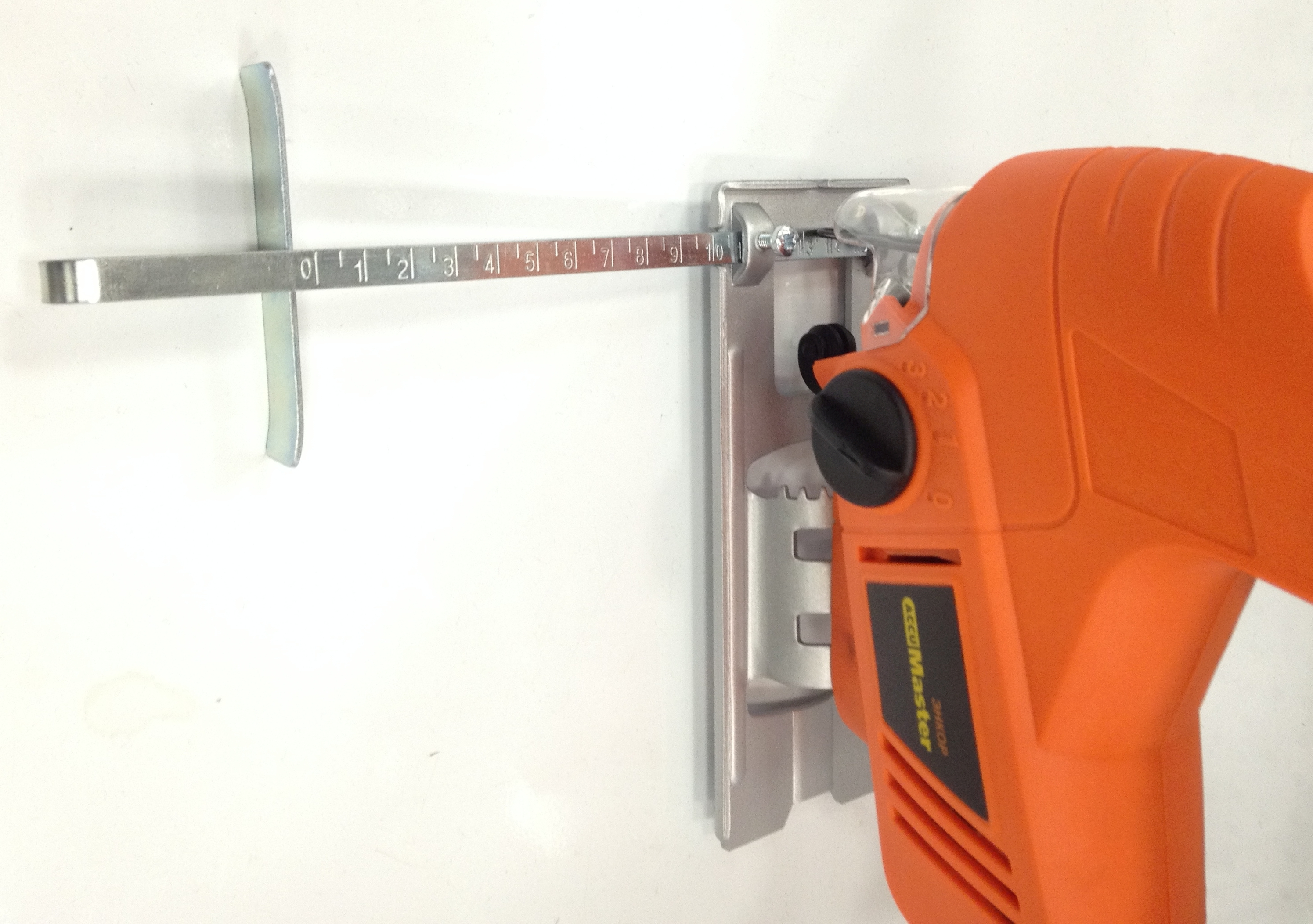
Лобзик AccuMaster с установленным параллельным упором (без пилки)

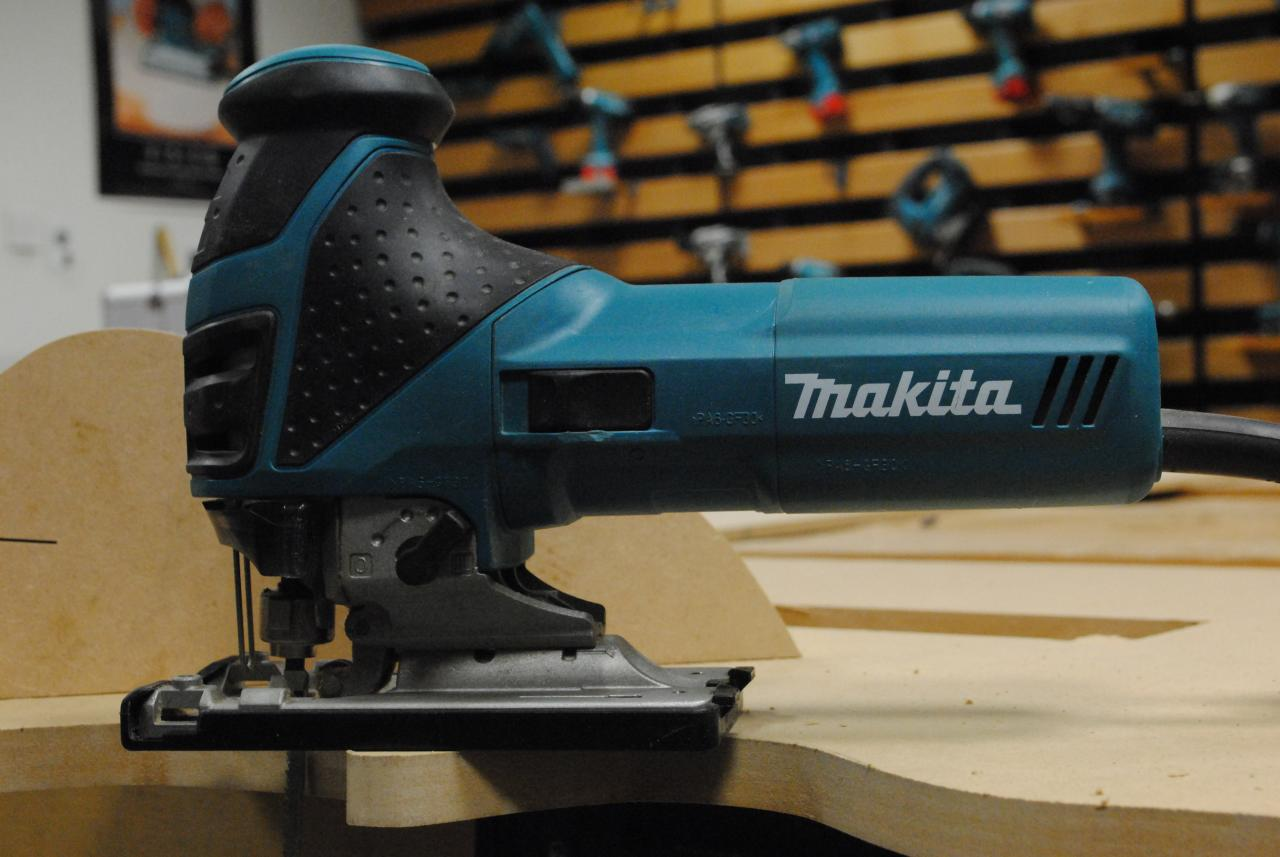
Лобзик с грибковой рукояткой Makita 4351FCT

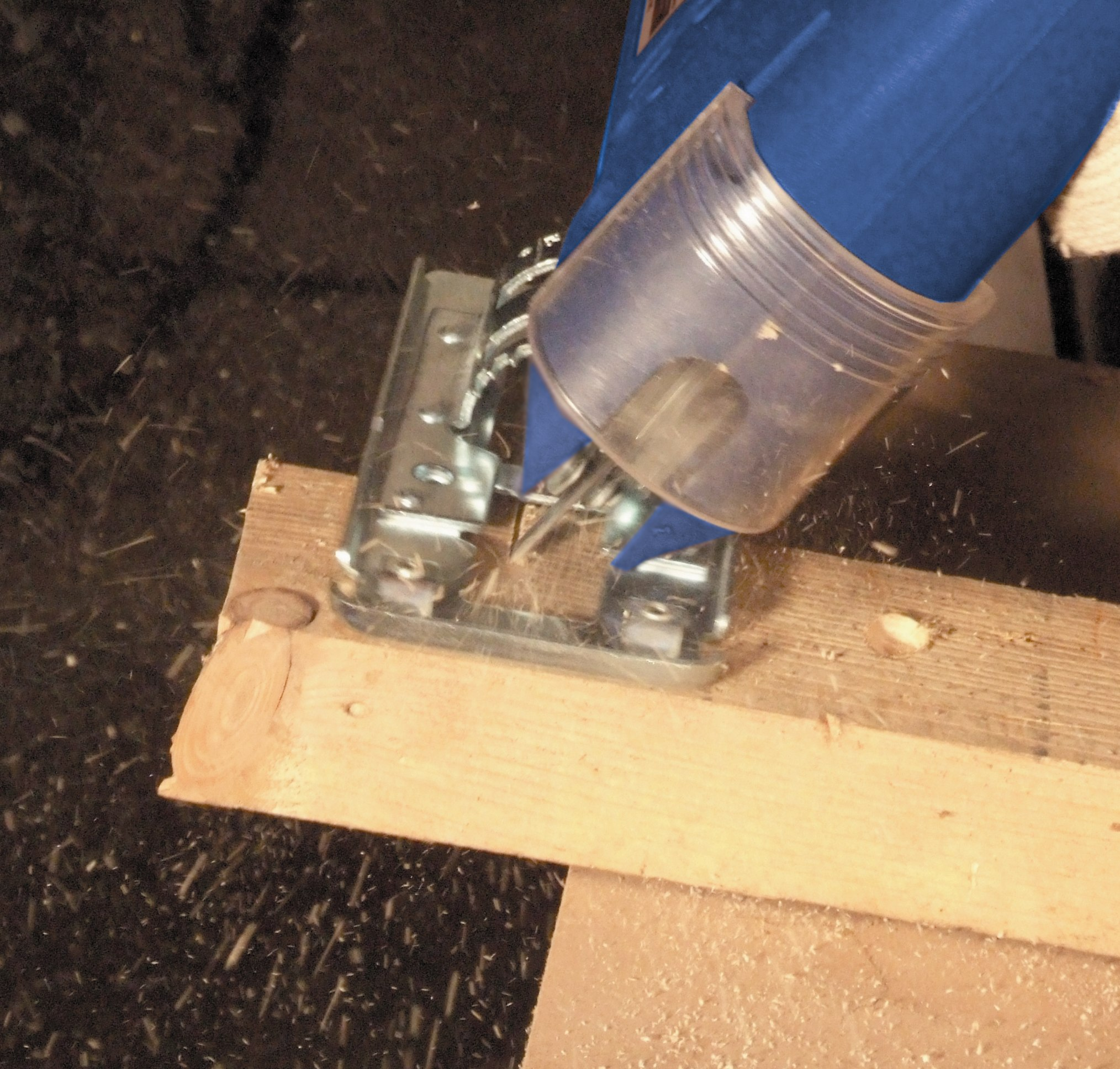
Распил под наклоном

Ручной электрический лобзик может быть сетевым или аккумуляторным, включает в себя корпус с плоской платформой, обращённой вниз, и рукояткой вверху. Внутри располагаются двигатель (обычно УКД) и механизм, преобразующий вращательное движение вала двигателя в возвратно-поступательное движение штока, на котором крепится пильное полотно (пилка).
Платформа лобзика, как правило, поворотная, что позволяет выполнять распил под наклоном.
Ряд ручных лобзиков снабжён так называемым маятниковым ходом, благодаря которому направляющая также поочерёдно наклоняется вперёд и назад, что ускоряет распил материала за счёт более эффективного вывода стружки. Использование маятникового хода допустимо только при прямолинейном пилении, поскольку в противном случае практически неизбежен перегиб полотна с последующим его заклиниванием или поломкой.
Регулировка частоты вращения вала двигателя (и, соответственно, скорости движения пилки) делает возможным обработку разнородных материалов. Например, при резке металла, пластика частоту вращения надо снижать во избежание перегрева пилки (при резке металла) или материала (при резке плексигласа, полипропилена и т. п.).
Для крепления полотен используется приспособление на штоке с прижимным винтом или специальным пружинным зажимом. Тыльная (обратная рабочей) часть полотна поддерживается роликом. В некоторых моделях для снижения увода пилки используется двойной роликовый рычаг или другие конструктивные решения. Хвостовики стандартизованы, в основном применяются Т-образные (U-образные в России практически не встречаются).
В подавляющем большинстве лобзиков используется принудительное охлаждение двигателя. При этом воздух втягивается через отверстия в задней части корпуса и выбрасывается через отверстия впереди. Обычно выходящий поток направляется к месту пиления, благодаря чему вырезаемая стружка сдувается и не мешает вести лобзик по линии реза, если линия была нарисована на поверхности. У некоторых моделей обдув линии реза можно отключать для более эффективной работы пылеотсоса. В некоторых моделях предусмотрено подключение бытового пылесоса для отсоса стружки с места реза.
При помощи специальных креплений некоторые лобзики можно крепить к верстаку платформой вверх, что позволяет вести работу без необходимости вести массивный лобзик по детали и упрощает работу с мелкими заготовками, избавляя от необходимости их фиксации. Многие лобзики снабжаются параллельным упором (Т-образной направляющей, предназначенной для реза материала параллельно боковой кромке заготовки).
Компоновка корпуса может отличаться «грибковой» или «утюжковой» рукояткой. Грибковая рукоятка обеспечивает максимальное удобство и точность при криволинейных пропилах, но предполагает хват двумя руками. Утюжковая рукоятка наиболее удобна для хвата одной рукой.

### Достоинства
- Для ручных электрических лобзиков выпускается широчайший спектр пильных полотен для различных материалов и с различным шагом и формой зубьев (влияют на соотношение чистоты пропила и скорости пиления), благодаря чему можно использовать один инструмент для широкого спектра работ.
- Полотно в электрическом лобзике жёсткое и толстое и закреплено с одного конца. Благодаря этому можно пилить на любом удалении от краёв деталей и полотно относительно редко ломается. При необходимости начать резание с отверстия (если линия реза не выходит за пределы детали) полотно вводится в отверстие без отсоединения от крепления. Некоторые пилки позволяют врезаться в мягкие материалы (мягкая древесина и т. п.) без предварительного засверливания.
- В современных элекролобзиках глубина пропила по дереву достигает 150 мм[3], по стали 10 мм, по цветным металлам 25—30 мм. Такие возможности делают электрические лобзики универсальными.
- Есть возможность выполнять криволинейные пропилы радиусом от 15 мм.
- Конец пропила перпендикулярен поверхности заготовки (в отличие от результата работы дисковой пилой)

### Оснастка

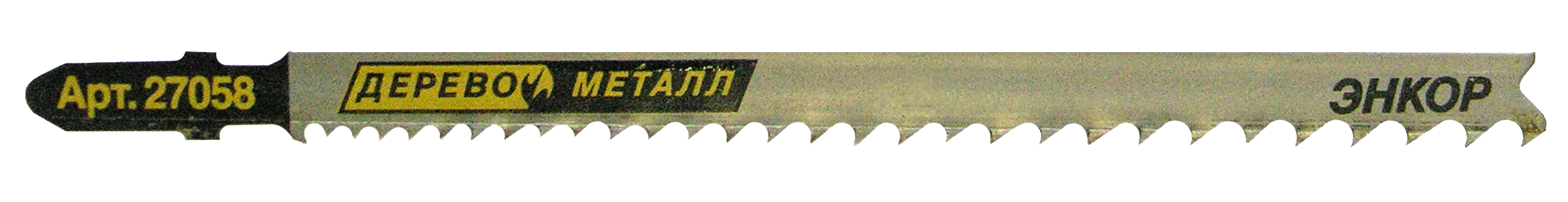
Биметаллическая пилка Энкор с прогрессивным шагом зубьев, разводкой по зубу и рабочим концом для врезки без засверливания

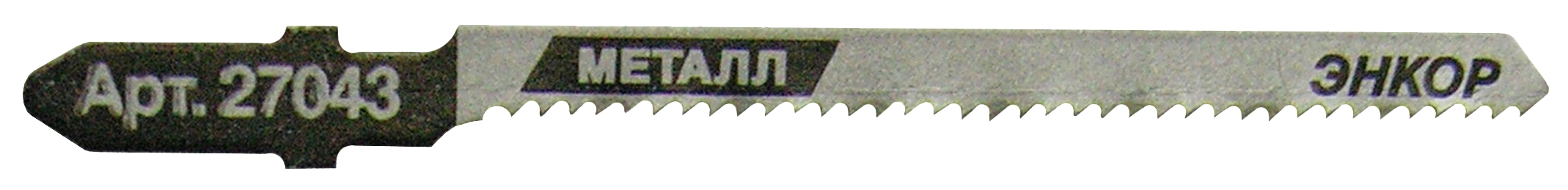
Пилка Энкор для криволинейного реза по металлу с разводкой по полотну

Широкое распространение электролобзики получили благодаря очень широкому спектру оснастки (пильных полотен, ножей и т. д.). Полотно для лобзика всегда имеет одну рабочую кромку и опорную тыльную. В качестве рабочей части может выступать зубчатая кромка, твёрдосплавная крошка или острое лезвие. Зубчатая кромка может быть сформирована из материала полотна (углеродистая HCS или быстрорежущая HSS сталь), может выполняться в виде узкой кромки из быстрорежущей стали HSS, закреплённой на несущем полотне из углеродистой HCS стали (Bi-Metal) или в виде узкой кромки (или отдельных зубьев) из твёрдого сплава, закреплённой (закреплённых) на несущем полотне из углеродистой HCS стали. Пилки для криволинейного реза имеют более узкое полотно.
Зубья лобзиковых полотен направлены, как правило, вверх, к машине, что обеспечивает прижатие заготовки к платформе лобзика и обуславливает появление сколов на поверхности заготовки, обращённой к лобзику, на которой производится разметка. Есть модели пилок, у которых зубья обращены вниз, от машины, что обеспечивает отсутствие сколов на размеченной поверхности, но требует от оператора определённых навыков. Некоторые полотна для чистого реза имеют зубья в виде равнобедренного треугольника, и у таких зубьев обе боковые кромки являются режущими, то есть такое полотно режет материал при любом направлении хода пилки (такие полотна не предназначены для пиления древесины вдоль волокон).
Полотна для чистого реза могут не иметь разводки зубьев. Полотна для древесины и т. п. материалов имеют разводку по зубу, полотна по металлу — разводку по полотну
Полотна с твёрдосплавной крошкой служат для резки керамической облицовочной плитки, чугуна и т. п. материалов. Ножевые полотна применяют для резки волокнистых изоляционных материалов, картона, резины и т. п. материалов.
Также с ручным электролобзиком применяются параллельные упоры, направляющие шины, защиты от скола, приспособления для пылеудаления и некоторая другая оснастка.

### Недостатки
- Из-за того, что пилка крепится за один конец, её технологически трудно изготовить такой же тонкой, как в ручном или стационарном лобзике. Это приводит к увеличению минимального радиуса линии пропила.
- Короткий ход полотна (обычно 17—23 мм), из-за чего при пилении толстых деталей (толще порядка 40 мм) резко ухудшается вывод стружки, что значительно замедляет пиление.
- Существует риск ранения полотном работающего инструмента, поэтому нужно быть осторожным и не давать прибор детям.
- Наличие холостого хода при возвратно-поступательном движении снижает производительность по сравнению с режущими инструментами непрерывного действия (дисковые, цепные и ленточные пилы, угловые шлифмашины и т. п.).

## Стационарный электролобзик

### Описание конструкции

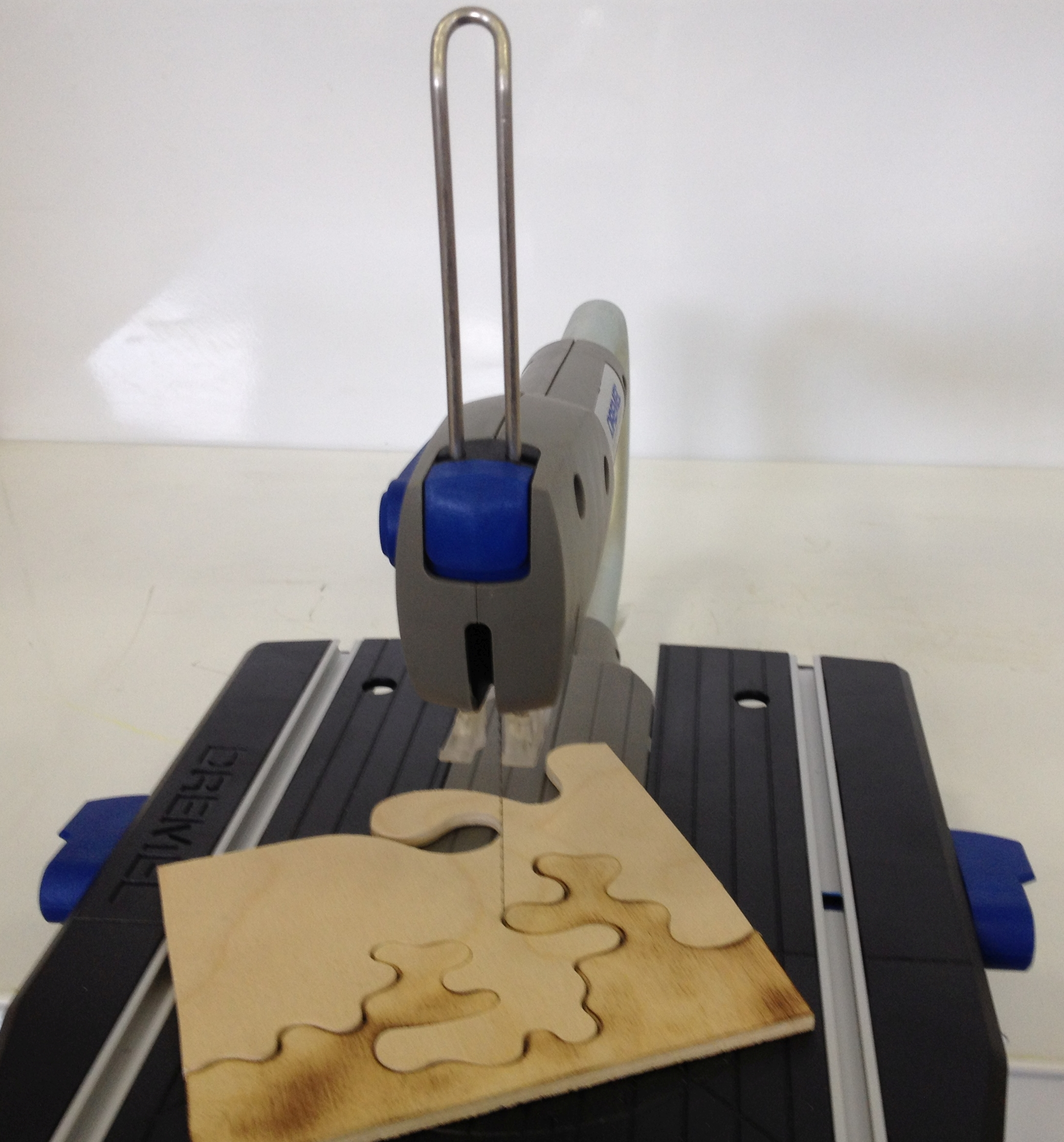
Стационарный электролобзик Dremel Moto Saw

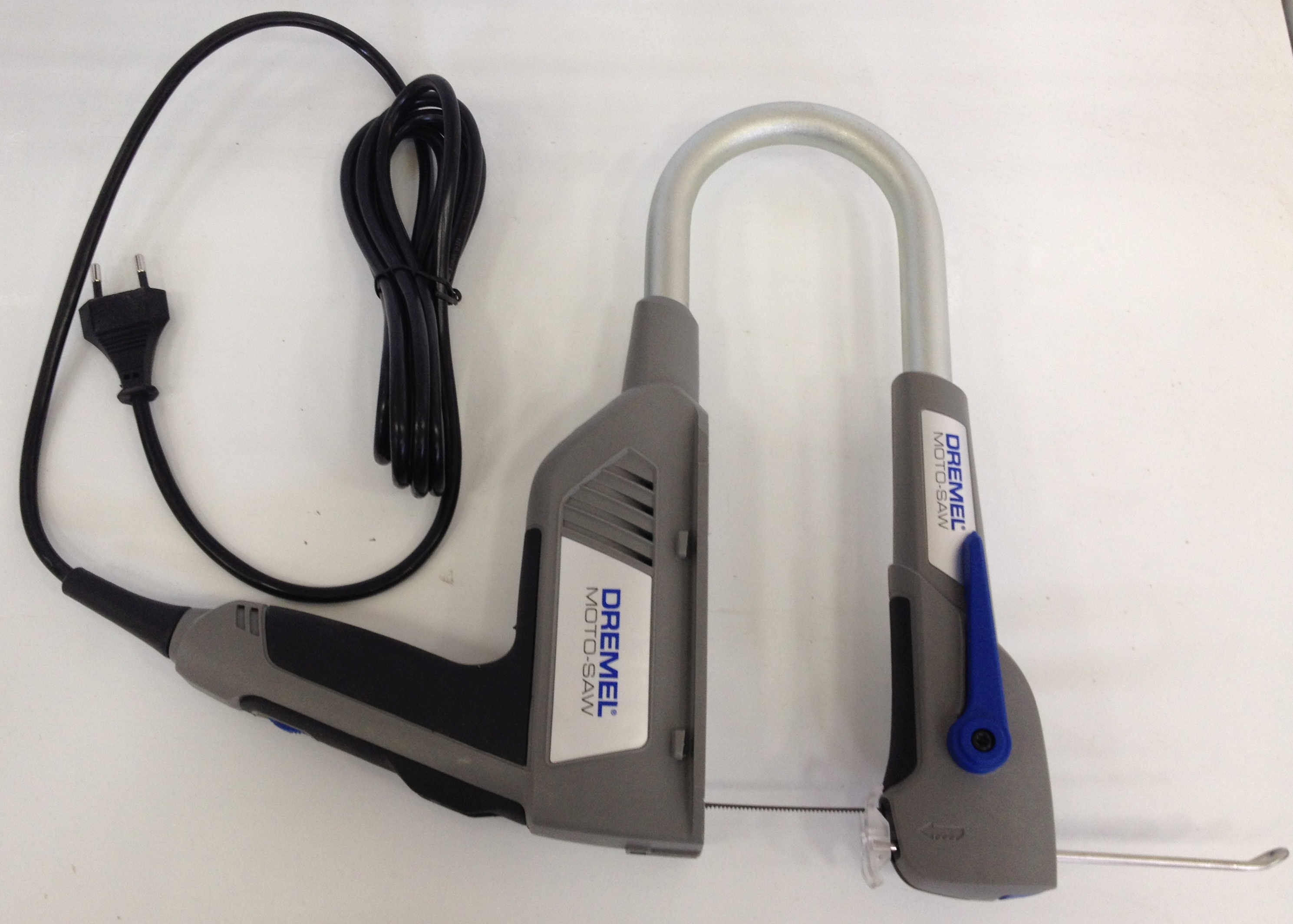
Режущий узел стационарного электролобзика Dremel Moto Saw в качестве ручного инструмента

В стационарных электролобзиках платформа обращена вверх, рукоятка отсутствует (станок неподвижен). Крепление — как у ручного прототипа — с обоих концов пилки. Пильное полотно ориентировано вертикально, фиксируется с обоих концов соответствующими приспособлениями нижнего и верхнего рычагов. Выступающая над платформой часть полотна при включенном двигателе совершает возвратно-поступательные движения, и полотно пилит материал.
Стационарные варианты электрического лобзика обычно оснащают асинхронным электродвигателем.
У некоторых моделей предусмотрен обдув линии реза.
Есть модели, предусматривающие использование режущего узла отдельно, без платформы (как ручного инструмента), что удобно при работе с крупноразмерными заготовками.

### Достоинства
- Полотно в стационарном электрическом лобзике закреплено с обоих концов. Благодаря этому их можно делать очень узкими и полотно относительно редко ломается.
- Есть возможность выполнять криволинейные пропилы с минимальным радиусом.
- Есть возможность применять «спиральные» (витые) полотна, режущие во все стороны.
- Конец пропила перпендикулярен поверхности заготовки (в отличие от результата работы дисковой пилой)

### Недостатки
- Узкая сфера применения.
- Расстояние от края заготовки до пропила ограничено расстоянием между пилкой и ближайшим неподвижным элементом корпуса.
- Наличие холостого хода при возвратно-поступательном движении снижает производительность по сравнению со станками непрерывного действия (ленточнопильными, круглопильными).

### Оснастка

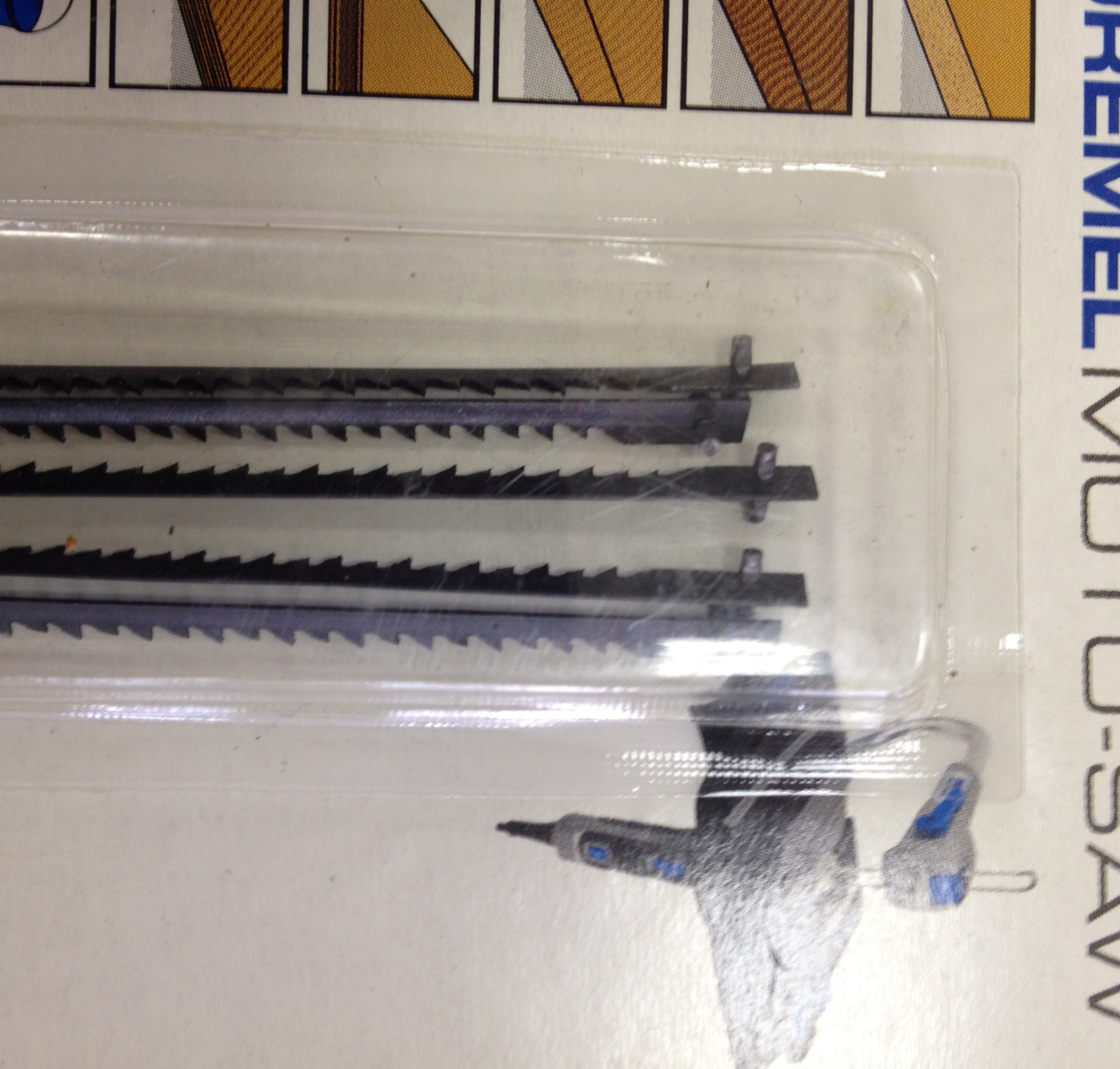
Лобзиковые полотна с крепёжными штифтами

На стационарных лобзиках применяются пильные полотна по дереву и, у некоторых моделей, по металлу. Крепление пилки в приводных рычагах осуществляется зажимом плоских концов пилки или с помощью крепёжных штифтов на концах пилки.